# Городские населённые пункты Алтайского края
Алтайский край включает 18 городских населённых пунктов, в том числе:
- 12 городов, из них выделяются:
  - 9 городов краевого значения — в списке выделены оранжевым цветом — в рамках организации местного самоуправления образуют городские округа;
  - 3 города районного значения — в рамках организации местного самоуправления входят в соответствующие муниципальные районы;
- 6 посёлков городского типа, из них выделяются:
  - 4 посёлка городского типа районного значения — в рамках организации местного самоуправления входят в соответствующие муниципальные районы,
  - 1 посёлок как закрытое административно-территориальное образование (ЗАТО) — в списке выделен оранжевым цветом — в рамках организации местного самоуправления образует городской округ.

## Города
| №  | название      | город краевого значения / район | население (чел.) | основание / первое упоминание | герб |
| -- | ------------- | ------------------------------- | ---------------- | ----------------------------- | ---- |
| 1  | Алейск        | город Алейск                    | ↘25 380          | 1913                          |      |
| 2  | Барнаул       | город Барнаул                   | ↗621 598         | 1730                          |      |
| 3  | Белокуриха    | город Белокуриха                | ↘14 735          | 1803                          |      |
| 4  | Бийск         | город Бийск                     | ↘179 211         | 1709                          |      |
| 5  | Горняк        | Локтевский район                | ↘10 112          | 1942                          |      |
| 6  | Заринск       | город Заринск                   | ↘41 272          | 1979                          |      |
| 7  | Змеиногорск   | Змеиногорский район             | ↘9410            | 1736                          |      |
| 8  | Камень-на-Оби | Каменский район                 | ↘32 385          | 1751                          |      |
| 9  | Новоалтайск   | город Новоалтайск               | ↗ 76 705         | 1717                          |      |
| 10 | Рубцовск      | город Рубцовск                  | ↘121 698         | 1892                          |      |
| 11 | Славгород     | город Славгород                 | ↘27 900          | 1910                          |      |
| 12 | Яровое        | город Яровое                    | ↗16 528          | 1943                          |      |

## Посёлки городского типа
| № | название        | город краевого значения / ЗАТО / район | население (чел.) | статус пгт |
| - | --------------- | -------------------------------------- | ---------------- | ---------- |
| 1 | Благовещенка    | Благовещенский район                   | ↘10 446          | 1961       |
| 2 | Малиновое Озеро | Михайловский район                     | ↘2680            | 1942       |
| 3 | Сибирский       | ЗАТО Сибирский                         | ↘10 520          | 1995       |
| 4 | Степное Озеро   | Благовещенский район                   | ↘5639            | 1984       |
| 5 | Тальменка       | Тальменский район                      | ↘18 070          | 1936       |
| 6 | Южный           | город Барнаул                          | ↘18 098          | 1964       |